# Саквояжник
Саквояжник (англ. carpetbagger) — собирательный карикатурный образ предпринимателей-янки, выходцев из северных штатов США, приезжавших в южные штаты после победы Севера в Гражданской войне 1861—1865 годов в период так называемой «Реконструкции Юга», с целью лёгкой наживы по причине политической нестабильности на этой территории.
Происхождением этого уничижительного термина, которым северян называли местные жители, послужили сумки-саквояжи, модные в то время, которые были с собой почти у всех пришлых янки. Термин употреблялся не только в отношении северных капиталистов, которые стремились скупать хлопковые плантации за мизерные деньги и, как считалось, унижали местное население, так и в отношении политиков-назначенцев с Севера, которых местные воспринимали как захватчиков и грабителей.
Термин carpetbagger сохранился и в современных США, где его часто используют применительно к политикам или предпринимателям, стремящимся быстро получить большие прибыли путём мошенничества.